# Joe Batt's Arm-Barr'd Islands-Shoal Bay
Joe Batt's Arm-Barr'd Islands-Shoal Bay is een buurt en voormalige gemeente in de Canadese provincie Newfoundland en Labrador. In 2011 werd ze opgeheven en toegevoegd aan de nieuw opgerichte gemeente Fogo Island.

## Geschiedenis
In 1972 riep de provincieoverheid het rural district Joe Batt's Arm-Barr'd Islands-Shoal Bay in het leven. De drie in het noorden van Fogo Island gelegen dorpen Joe Batt's Arm, Barr'd Islands en Shoal Bay werden zo verenigd onder één gemeentebestuur. Op basis van de Municipalities Act van 1980 werd het rural district als bestuursvorm afgeschaft en kreeg de gemeente automatisch de status van town.
In 2011 werden alle vier de gemeenten op Fogo Island opgeheven en tezamen met het overige gemeentevrij gebied samengevoegd tot een nieuwe gemeente genaamd Fogo Island.
Sinds de gemeentelijke herindeling leeft de naam Joe Batt's Arm-Barr'd Islands-Shoal Bay nog officieel verder als zijnde een neighbourhood (buurt) en wordt het bij de census gerekend als een locality (plaats).

## Geografie
Het dorp Joe Batt's Arm, gelegen aan het gelijknamige baaitje in het uiterste noordoosten van Fogo Island, is bij verre de grootste kern van Joe Batt's Arm-Barr'd Islands-Shoal Bay. In het westen grenst Joe Batt's Arm aan het dorpje Barr'd Islands, waartoe ook het eilandje Barr'd Island behoort. Het erg kleine gehucht Shoal Bay ligt daarentegen zo'n 5 km verder zuidwaarts, aan het hoofd van de gelijknamige baai.

## Demografie
Demografisch gezien kent de buurt, net zoals de meeste afgelegen plaatsen op Newfoundland, al decennia een dalende trend. Tussen 1986 en 2016 daalde de bevolkingsomvang van 1.232 naar 630, wat neerkomt op een daling van 48,9% in dertig jaar tijd.
| Demografische ontwikkeling van Joe Batt's Arm-Barr'd Islands-Shoal Bay tussen 1976 en 2016 |
| ------------------------------------------------------------------------------------------ |
|                                                                                            |
| Bron: Statistics Canada (1976–1986, 1991–1996, 2001–2006, 2011–2016)                       |

Ondanks de opheffing van de gemeente worden er bij de vijfjaarlijkse census nog gegevens van de locality Joe Batt's Arm-Barr'd Islands-Shoal Bay bijgehouden als detail bij de gegevens van Fogo Island.